# Landsgardeforeningen
Landsgardeforeningen ofte forkortet LGF er en paraplyorganisation for landets by-garder og musikkorps. Landsgardeforeningen afholder DM for Garder i samarbejde med værtsbyen.
Landsgardeforeningens protektor er Grev Ingolf af Rosenborg.